# Tindhólmur
Tindhólmur er en lille ubeboet ø på Færøerne. Med sine 65 hektar den Færøernes største holm. Dens højeste punkt er 262 meter over havet.
Tindhólmur har en speciel form med de takkede tinder Ytsti, Arni, Lítli, Breiði og Bogni. 
Tindhólmur ligger vest for øen Vágar. vest for Sørvágsfjørður og øst for Færøernes vestligste ø Mykines. Mellem Vágar og Tindhólmur står klipperne Drangarnir, og videre vest på holmen Gáshólmur. Fra Bøur og Gásadalur kan man nyde udsigten til Tindhólmur og Drangarnir.
Selv om Tindhólmur er ubeboet, har øens ejer to sommerhuse på nordvestsiden, hvor skrænterne af den 262 m høje klippe nederst flader ud og giver mulighed for græsgang for får, der bliver færget over fra Sørvágur. Øen har måske været beboet for længe siden, før havets kræfter lidt efter lidt eroderede dens kystlinje. 

## Historie
I gamle dage sendte beboerne på Mykines slagtekvæg til markedet i Tórshavn ved at færge dyrene over til Tindhólmur i robåde. Derfra svømmede kvæget til Sørvágur, gik over øen Vágar og blev trukket over sundet Vestmannasund til Kvívík før de kunne gå resten af vejen til Tórshavn.
Tindhólmur var det sidste tilholdssted på Færøerne for havørnen (haliaeetus albicilla)

## Sagn
Ørnen
Et sagn fortæller, at der engang boede en mand, kone og et lille barn på øen. Medens manden var ude at fiske, kom en ørn og tog barnet og fløj det op på en af tinderne. Selvom moderen hurtigt hentede barnet, nåede ørnen at kradse barnets øjne ud. Efter denne hændelse flyttede familien fra øen og siden har ingen bosat sig der.
Eiriksboði
To brødre, Símun og Eirikur, ejede hele bygden Bøurs ejendomme i fællesskab, og Eirikur var spændt på at få delt den imellem dem. Det endte med, at Eirikur slog sin broder ihjel og så rejste til biskoppen i Kirkjubøur for at bede om nåde. Biskoppen ville give ham forladelse, hvis han ville bøde stort til kirke og biskop. Eirikur sagde ja, og aftalen blev ristet på en trækævle. Eirikur rejste så med båd tilbage til Bøur, og da han var kommen ind på stille vand og troede, at al fare var forbi, rejste en bølge sig, så båden kæntrede og Eirikur omkom. Det blinde skær hedder endnu Eiriksboði efter ham og ligger på indersiden af Tindhólmur.